# Naoko Sawamatsu
Naoko Sawamatsu (Nishinomiya, 23 de março de 1973) é uma ex-tenista profissional japonesa.